# Kristina Kvien

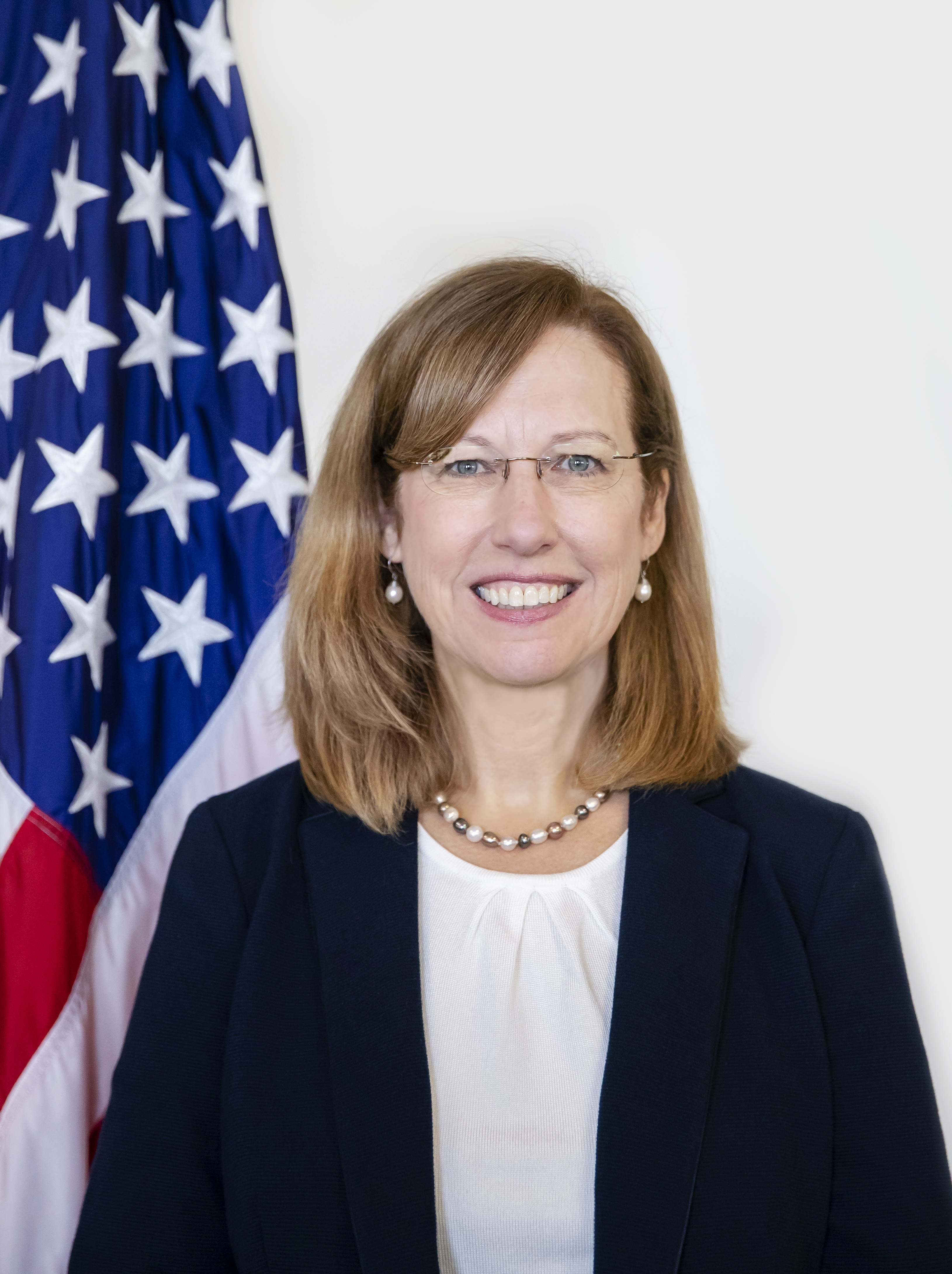
Kristina Kvien (2019)

Kristina A. Kvien (* 15. Januar 1965 in Orange County (Kalifornien)) ist eine US-amerikanische Diplomatin. Sie war bis Mai 2022 Geschäftsträgerin und amtierende Botschafterin der Botschaft der Vereinigten Staaten in Kiew, Ukraine. Im Juni 2022 nominierte Präsident Joe Biden sie zur US-Botschafterin in Armenien.

## Ausbildung
Kvien wurde im Orange County in Kalifornien geboren als Tochter von John Kvien und Karen Lindquist. Sie graduierte mit einem Bachelor vom Occidental College in Los Angeles. Anschließend arbeitete sie als Marktforscherin für die Los Angeles Times und ging für weitere Studien an die Universität Stockholm in Schweden. Später erwarb sie einen Magister in Strategischen Studien am United States Army War College.

## Diplomatischer Dienst
Kvien trat 1992 in den Diplomatischen Dienst der USA ein. Ihr erster Auslandsposten war der einer Konsularbeamtin in Paris. Weitere Verwendungen waren Wirtschaftsattaché (Economics Officer) an der US-Botschaft in Manila und Referentin in der Europa- und Eurasien-Abteilung (Bureau of European and Eurasian Affairs) im Außenministerium der Vereinigten Staaten in Washington, D.C. mit Schwerpunkt Europäische Union and OECD. Danach war sie Länder-Referentin für Slowenien.
Von 2001 bis 2005 war sie Wirtschaftsattaché bei der Botschaft der Vereinigten Staaten bei der Europäischen Union in Brüssel. Anschließend wurde sie an die Botschaft der Vereinigten Staaten in Moskau versetzt, wo sie Umwelt- und Energiefragen bearbeitete. Zurück in Washington, wurde Kvien Abteilungsleiterin (Director) für EU-Fragen, EU-Wirtschaft und für Caspian Energy (Südkaukasus-Pipeline) für die Ukraine und Belarus beim United States National Security Council.
Weitere Stationen waren die Leitung der Wirtschaftsabteilung der Botschaft der Vereinigten Staaten in London und Geschäftsträger  ad interim (Acting Deputy Chief of Mission) an der Botschaft der Vereinigten Staaten in Bangkok.
Von 2016 bis April 2019 war Kvien Botschaftsrätin (Minister Counselor) für Wirtschaft und Geschäftsträgerin an der Botschaft der Vereinigten Staaten in Paris.
Im Mai 2019, nach der Abberufung der Botschafterin Marie L. Yovanovitch, übernahm Kvien übergangsweise als Chargée d'affaires die Botschaft der Vereinigten Staaten in Kiew. Am 18. Juni 2019 löste William B. Taylor junior sie ab. Kvien blieb als seine Ständige Vertreterin (Deputy Head of Mission) in Kiew. Nach Taylors Verabschiedung im Januar 2020 wurde Kvien wiederum amtierende Botschafterin.
Kuz vor dem russischen Überfall auf die Ukraine ordnete Außenminister Antony Blinken im Februar 2022 zum Schutz des Botschaftspersonals die Verlegung der Botschaft nach Lwiw an. Kvien betonte, dass diese Verlegung vorübergehend sei. Im Mai 2022 wurde Bridget A. Brink als neue Botschafterin vom Senat bestätigt.
Am 22. Juni 2022 nominierte Präsident Joe Biden Kvien zur US-Botschafterin in Armenien. Sie muss noch vom Senat bestätigt werden.